# リトルスー川
リトルスー川（リトルスーがわ、Little Sioux River）は、アメリカ合衆国のミネソタ州、アイオワ州を流れる川で、ミズーリ川の支流である。水源はミネソタ州南西部、アイオワ州との境界近くにあり、南西に流れてスーシティでミズーリ川に合流する。支流にはメイプル川、Elliott Creekがある。